# 安藤博

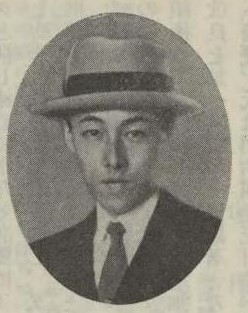
安藤博

安藤 博（あんどう ひろし、1902年〈明治35年〉9月25日 - 1975年〈昭和50年〉2月21日）は、滋賀県滋賀郡膳所町（現・大津市膳所）出身の発明家で、日本におけるエレクトロニクスの開拓者。日本のエジソン、東洋のマルコーニなどと呼ばれた。放送関連の研究に従事し、英語のブロードキャスト (broadcast) に「放送」という訳語を付けた。

## 主要な発明品
- 多極真空管（特許第80948号）
- NE式写真電送装置（FAXの元祖）に使われた同期検定装置[1]
- プッシュプル増幅回路

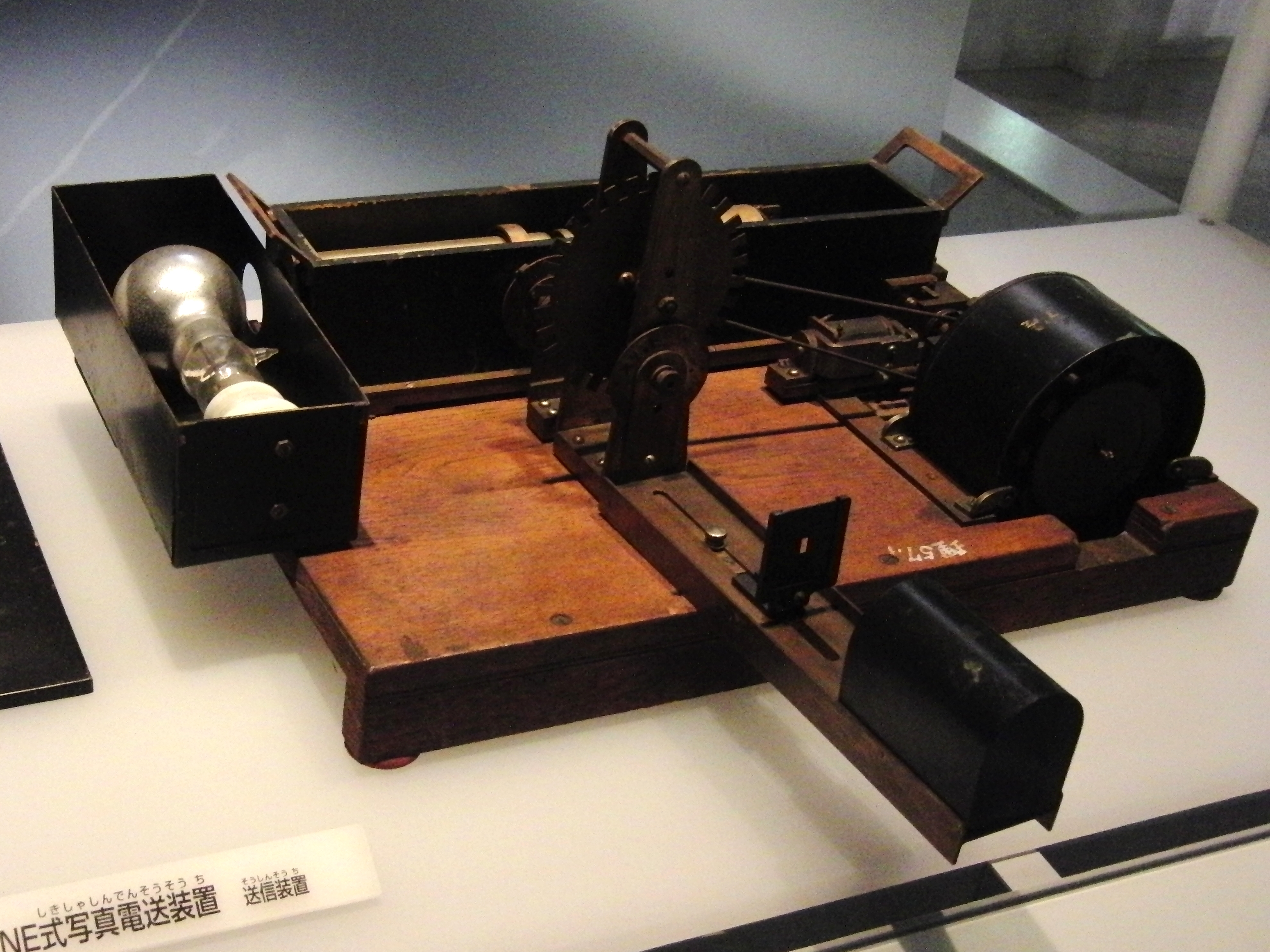
NE式写真電送装置の 送信装置。 国立科学博物館蔵。
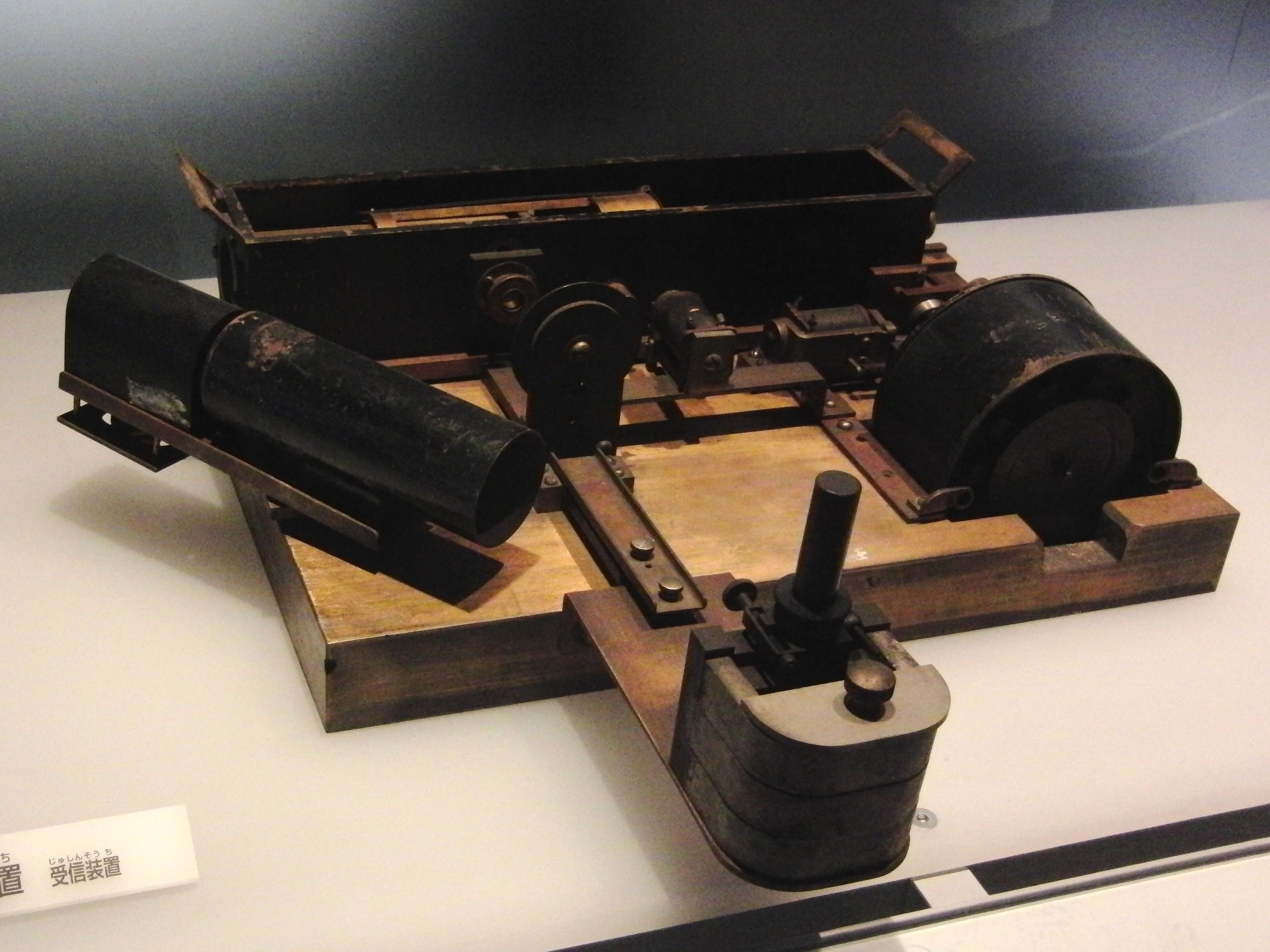
NE式写真電送装置の 受信装置。 国立科学博物館蔵。

## その他
1947年の第1回参議院議員通常選挙に全国区から立候補したが落選した。

## 著作
- 『無線電話』（早稲田大学出版部、1922年）
- 「マルコニー氏に会った話」（『アサヒグラフ　第13巻第23号』朝日新聞社、1929年）